# Władimir Kolesnikow
Władimir Aleksandrowicz Kolesnikow (ros. Владимир Александрович Колесников, ur. 19 lipca 1946) – radziecki lekkoatleta, średniodystansowiec, halowy mistrz Europy z 1970.
Specjalizował się w biegu na 800 metrów. Zdobył złoty medal w sztafecie szwedzkiej 2+3+4+5 okrążeń (w składzie: Aleksandr Konnikow, Siergiej Kriuczok, Kolesnikow i Iwan Iwanow) na halowych mistrzostwach Europy w 1970 w Wiedniu.
Był brązowym medalistą mistrzostw ZSRR w biegu na 800 metrów w 1969.